# Lymantria concolor
Lymantria concolor este o specie de molii din genul Lymantria, familia Lymantriidae, descrisă de Walker 1855 Conform Catalogue of Life specia Lymantria concolor nu are subspecii cunoscute.

## Galerie

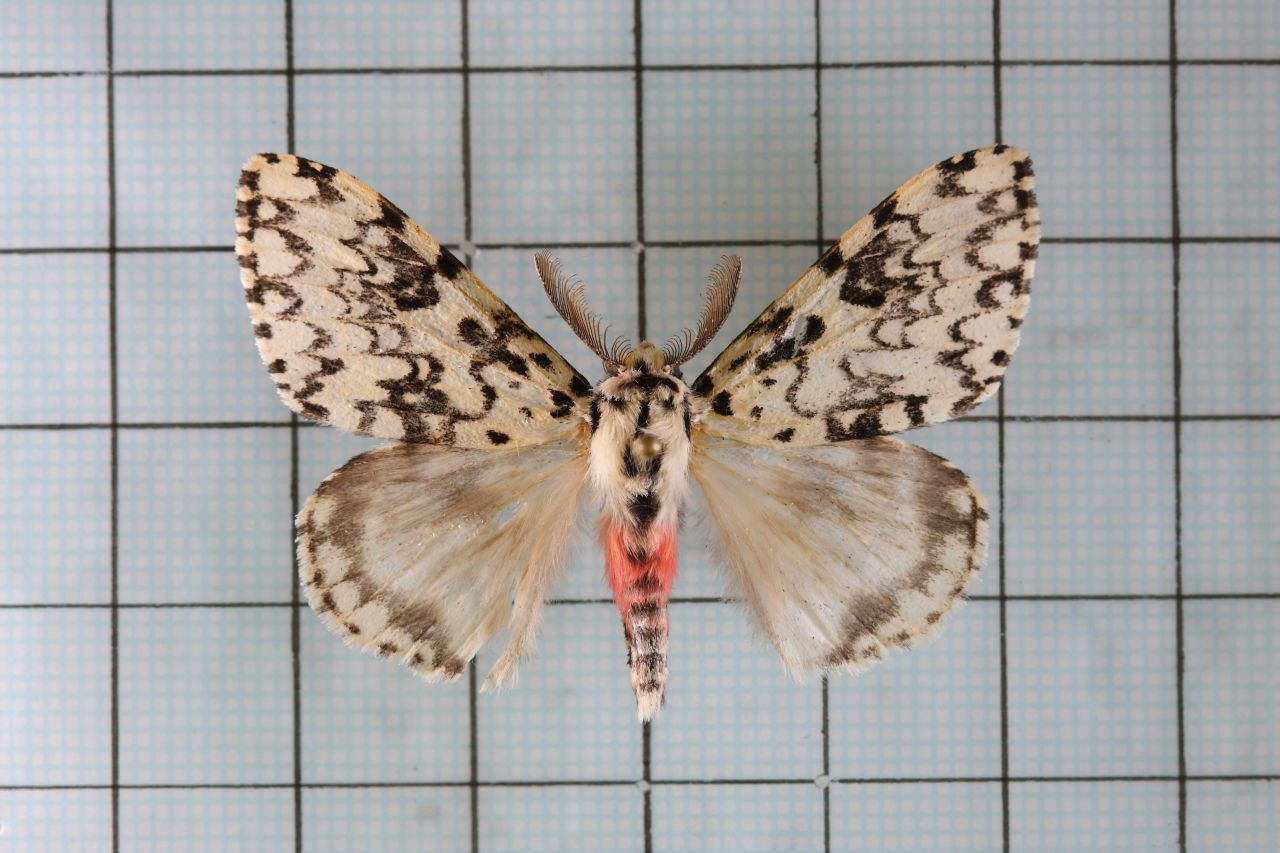
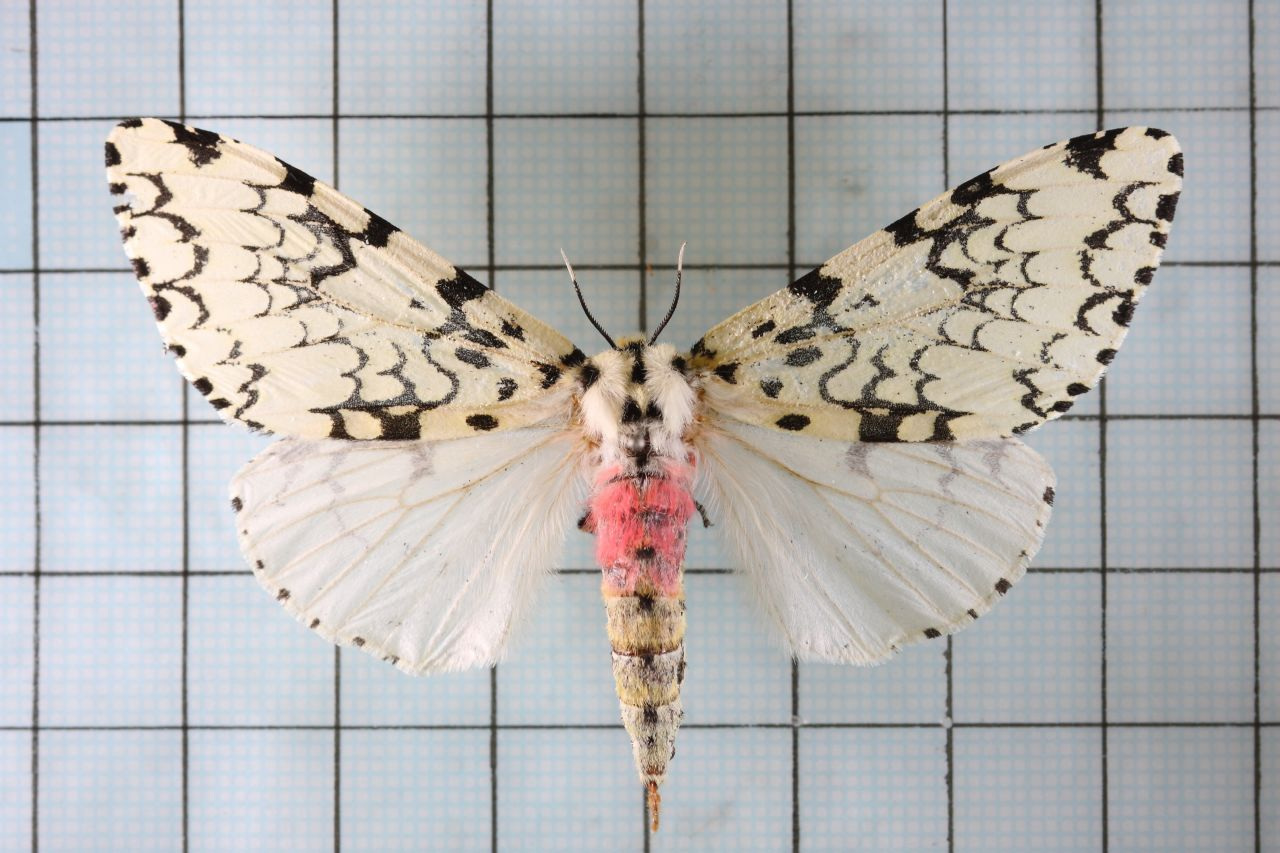
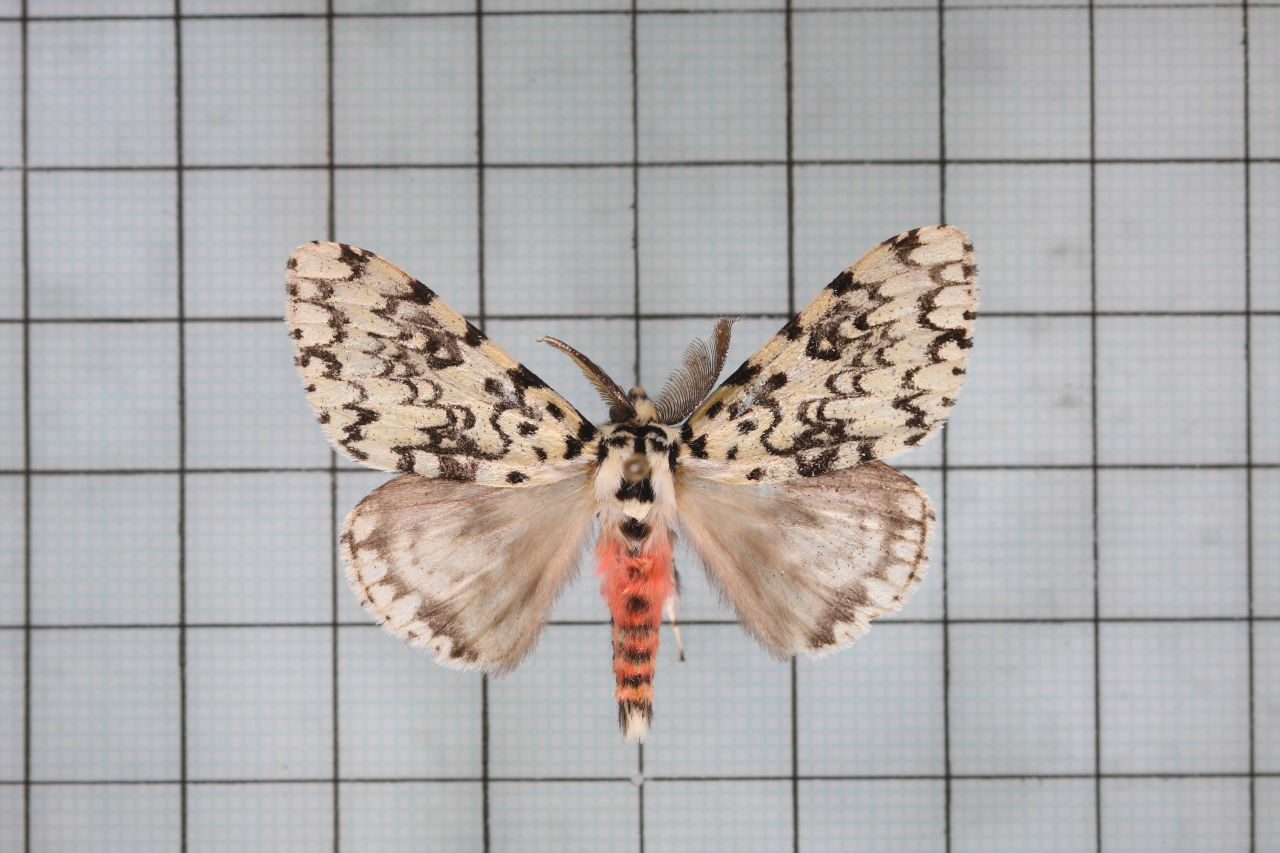
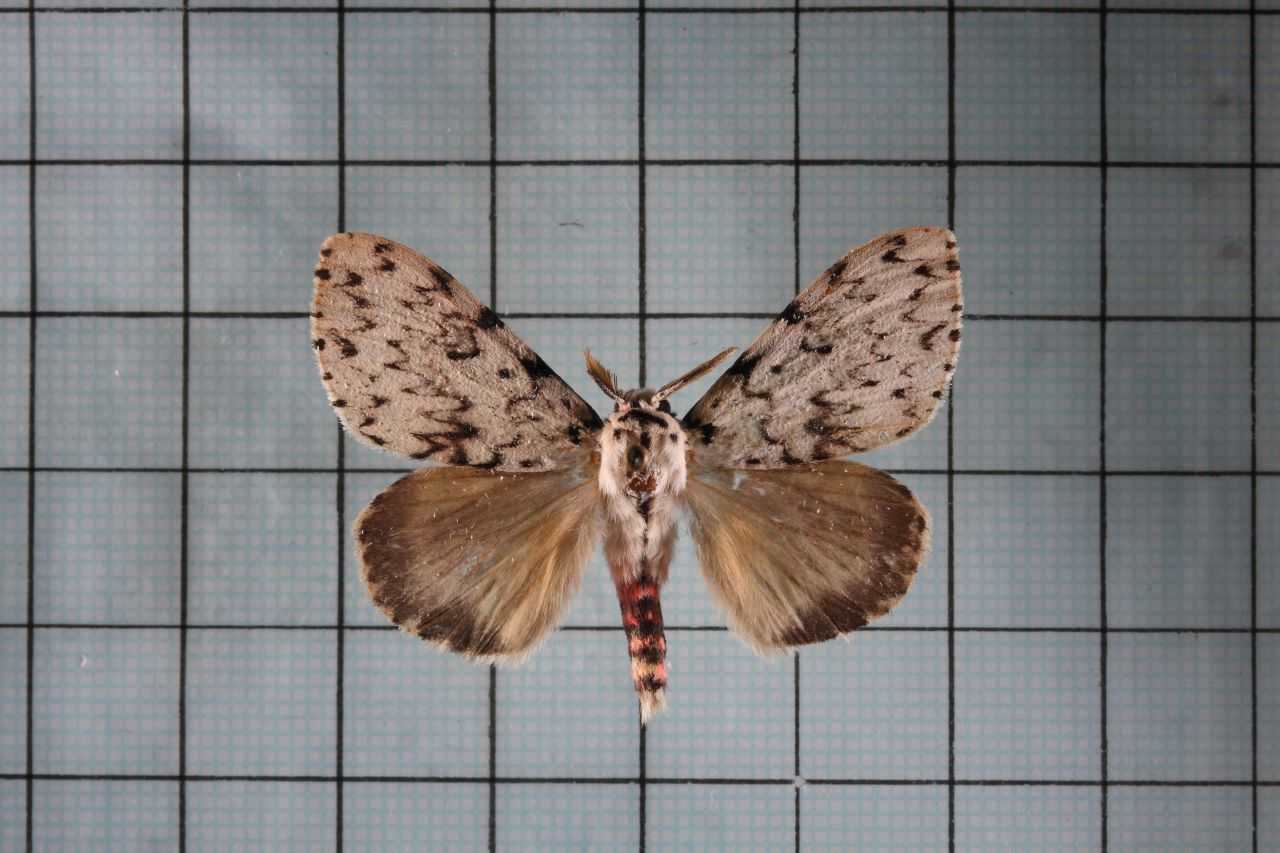
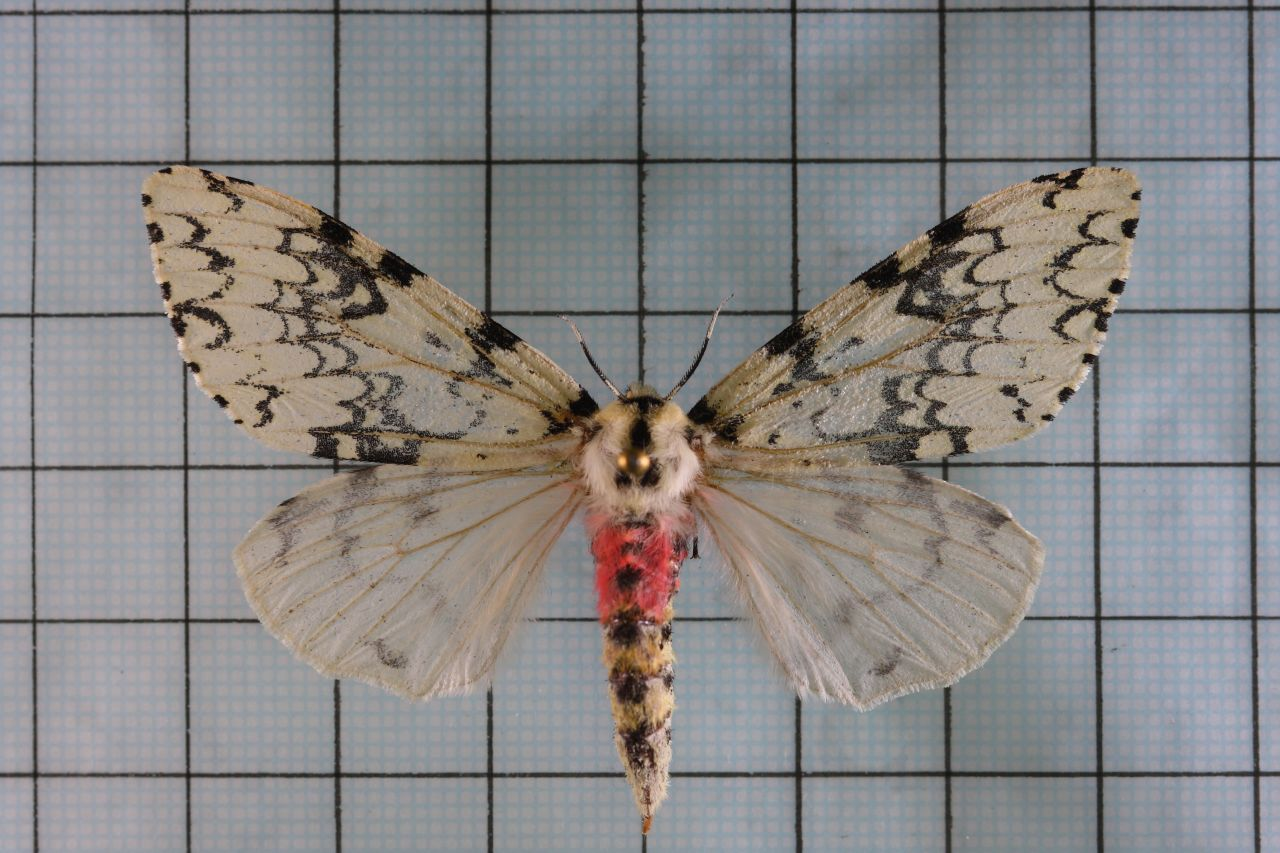
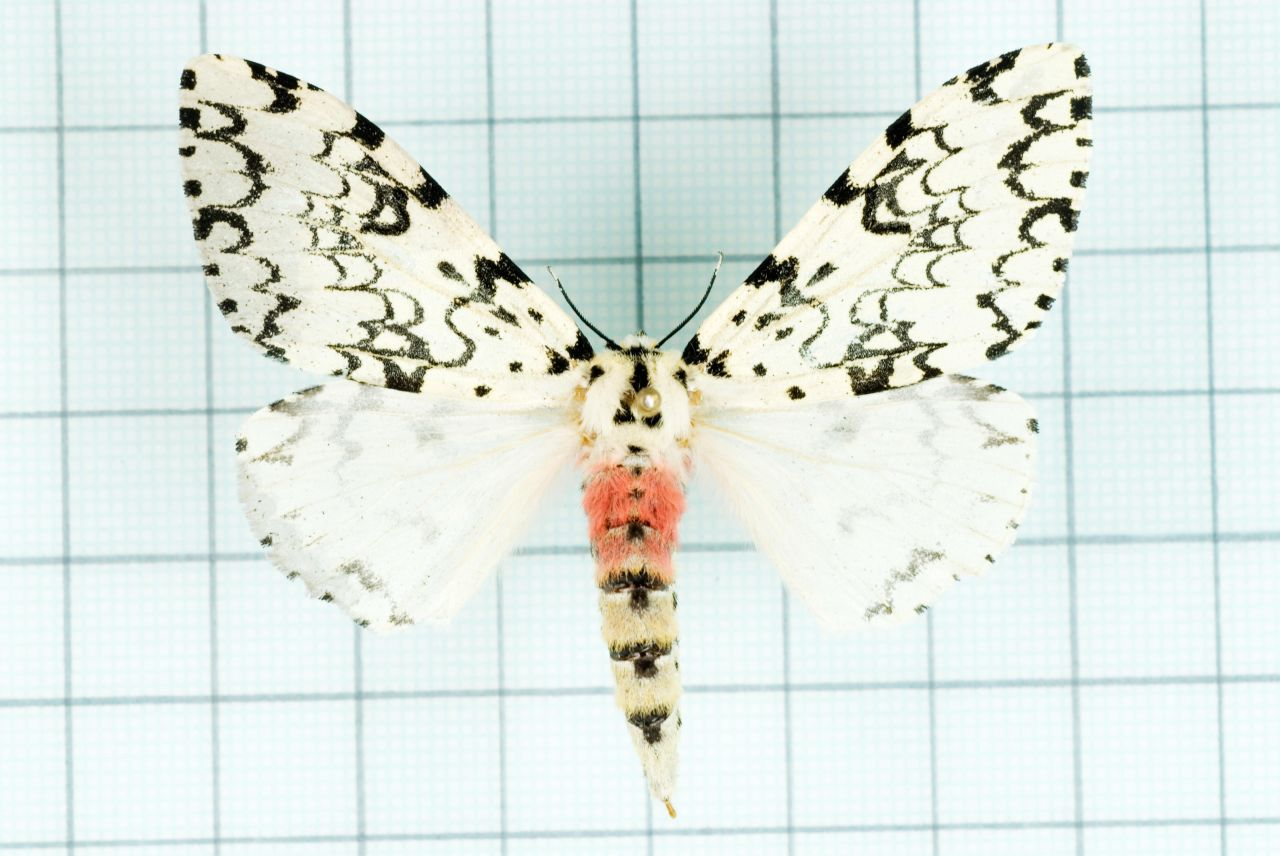